# MaNDA adatbázis
A MaNDA adatbázis a Forum Hungaricum Nonprofit Kft. (korábban Magyar Nemzeti Digitális Archívum és Filmintézet) aggregációs adatbázisa a magyarországi múzeumok, könyvtárak, levéltárak, magángyűjtemények, civil szervezetek, kulturális- és oktatási profilú intézmények digitalizált kulturális javait egy közös felületen publikáló, nyilvános online gyűjtemény.

## Az adatbázis célja
Az adatbázis célja a digitalizált értékek gyűjtése, rendszerezése és a szerzői jog keretei között a nyilvánosság számára hozzáférhetővé tétele, így nyújtva betekintést partnereinek állományába. Felfedi a kulturális tartalmakat, amelyeknek holléte egységes adatbázis híján nehezebben lenne beazonosítható. 2013-tól kezdődően közel 200 – volt és jelenlegi – partnerintézmény adja közre digitalizált dokumentumait az adatbázison keresztül, az Országos Kulturális Digitalizációs Közfoglalkoztatási Program segítségével.
Az adatbázist üzemeltető Forum Hungaricum Nonprofit Kft. nemzeti aggregátorként végzi a nemzeti kulturális értékek digitális formátumainak és a hozzájuk tartozó metaadatoknak az összegyűjtését és az Europeana Alapítvány felé történő exportálását, így az Európai Digitális Könyvtár nyilvános gyűjteményét is gyarapítja.

## Országos Kulturális Digitalizációs Közfoglalkoztatási Program

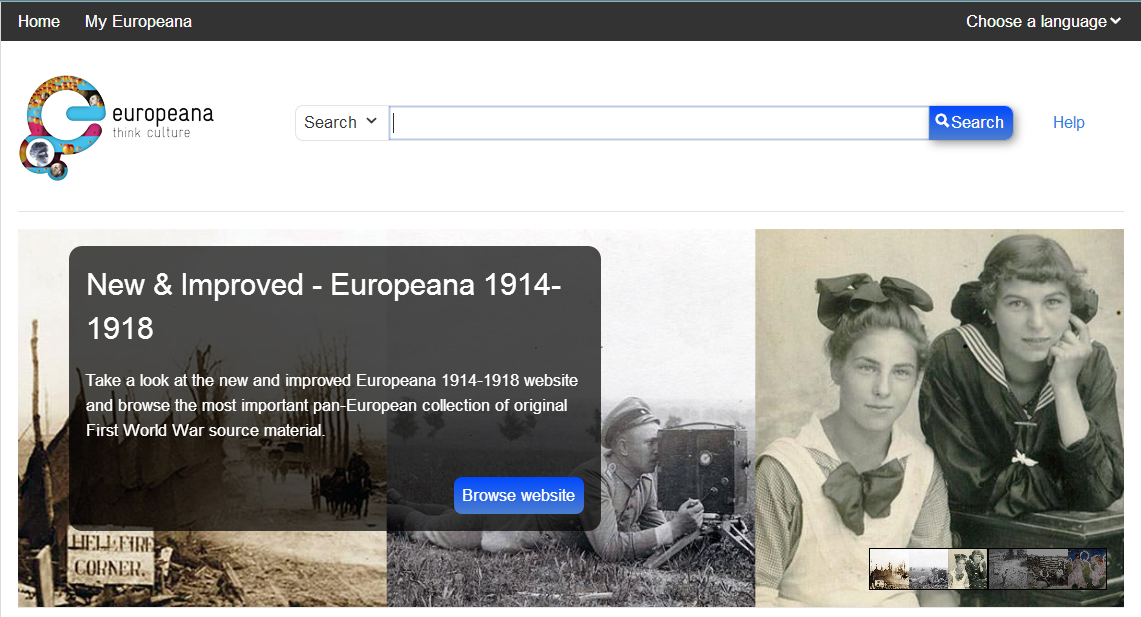
Europeana, az Európai Digitális Könyvtár

A Magyar Nemzeti Digitális Archívum (2017. Január 1-től: Forum Hungaricum Nonprofit Kft.) Országos Kulturális Digitalizációs Közfoglalkoztatási Programja a magyar kulturális örökség digitalizálására és feldolgozására irányul. A programban együttműködő önkormányzatokkal és kulturális intézményekkel közösen végzik az archiválási munkát, elősegítve az adott településeken élő munkavállalók foglalkoztatását, majd a munkaerőpiacon való sikeres elhelyezkedésüket.

### A Magyar Nemzeti Digitális Archívum és Filmintézet (Forum Hungaricum Nonprofit Kft.) közfoglalkoztatási programjai kronológikus sorrendben

#### Kulturális Közfoglalkoztatási Mintaprogramok 2012-2013
- I. Kulturális Közfoglalkoztatási Mintaprogram
  - 2012-ben indult 200 fő részvételével zajlott.

- II. Kulturális Közfoglalkoztatási Mintaprogram
  - 2013-ban mintegy ezer fő részvételével, 33 városban 147 partnerintézmény bevonásával valósult meg.

#### Országos Kulturális Digitalizációs Közfoglalkoztatási Programok
- I. Országos Kulturális Digitalizációs Közfoglalkoztatási Program
  - 2013. november 1-jén indult el 900 fő foglalkoztatásával. A programban 160 kulturális intézmény vett részt.
- II. Országos Kulturális Digitalizációs Közfoglalkoztatási Program
  - 2014. június 1.-én indult eredetileg november végi határidővel, azonban a program hosszabbítás után 2015. február utolsó napjáig tartott. A program 500 fő részvételével 24 településen 90 kulturális partnerintézményben, közel 400 digitalizáló eszközzel – az apró helyi, helytörténeti gyűjteményektől a legnagyobb közgyűjteményekig – folyt digitalizálás, kulturális adatfeldolgozás.
- III. Országos Kulturális Digitalizációs Közfoglalkoztatási Program
  - 2015. március 1-től 2016. február 29-ig 500 fő kulturális közfoglalkoztatott részvételével zajlott.
- IV. Országos Kulturális Digitalizációs Közfoglalkoztatási Program
  - 2016. március 1. és 2017. február 28. között szintén 500 fő kulturális közfoglalkoztatott részvételével zajlott

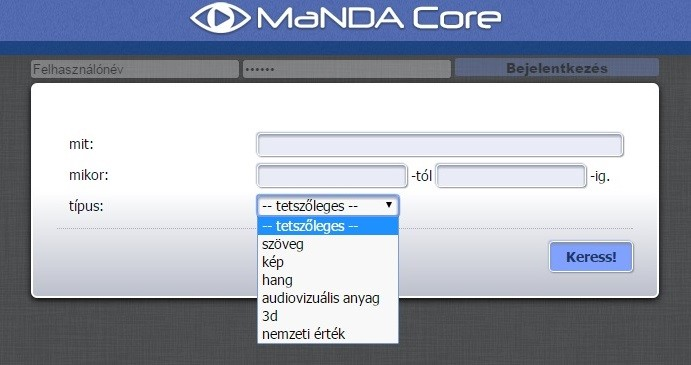
A MaNDA adatbázis felülete a frissítés előtt

## Az adatbázis frissítése
2016 folyamán a MaNDA adatbázisa mind a szerkesztői, mind a látogatói felületen megújult.

## Virtuális kiállítások
2016-tól kezdődően a MaNDA adatbázis tételeiből havi rendszerességgel virtuális kiállítások készülnek, angol nyelvű fordítással.